# Friedrich von Wieser
Friedrich von Wieser (Viena, 10 de julio de 1851 - Salzburgo, 22 de julio de 1926), economista y sociólogo austriaco, fue uno de los más destacados de su tiempo. Considerado, junto con Carl Menger y Eugen von Böhm-Bawerk, uno de los fundadores de la Escuela austríaca,  mientras que por otro lado sería la cabeza visible del denominado nuevo liberalismo (término peyorativo usado por parte de algunos liberales para descalificar a lo que ellos consideran socialistas "liberales") desde el criterio de Mises. Era partidario del socialismo fabiano y apoyaba el individualismo económico como vía hacia la «economía social», a medio camino entre el liberalismo clásico y las corrientes económicas socialistas.

Pero ni la profundidad incomparable de su perspicacia en el desarrollo social, como finalmente reveló a una más amplia audiencia con su último gran trabajo, ni aun sus contribuciones como un hombre de Estado y patriota, pueden suficientemente explicar cuan inmensa fue la inspiración de este hombre para los que lo conocían personalmente. Esta era su singular grandeza humana: la universalidad que transpiraba de todos sus trabajos, que obtuvieron el respeto ilimitado y la admiración de todos con los que entró en el contacto con esta personalidad magnética. A los que nunca conocían a Wieser personalmente sin embargo, su grandeza puede ser un hecho comprensible sólo repasando el trabajo de su vida entera, no simplemente sus logros profesionales. Yo no alcanzaría la tarea difícil que he asumido, a saber, retratar a mi profesor reverenciado, y sería enormemente negligente, si me limitara con una cuenta de su carrera de estudiante y a sus contribuciones como economista.
Friedrich Hayek, Economía y conocimiento (Agradecimientos a mi maestro), 1936.

## Biografía
Nacido en Viena el 14 de julio de 1851, pasó toda su infancia y adolescencia en dicha ciudad. Se interesó desde su juventud en el derecho, la historia y la sociología. Y en 1868 entró a estudiar derecho en la Universidad de Viena. Después de la lectura de Herbert Spencer, Einleitung in das Studium der Soziologie (Introducción al estudio de la sociología), comenzó a interesarse por la economía política. En el año 1875 Wieser, al cabo de trabajar 10 años como empleado del gobierno, recibió una beca para la Universidad de Heidelberg, en Alemania, para estudiar economía política junto a Eugen von Böhm-Bawerk, de quien era amigo de la juventud y más tarde sería cuñado. Ambos pasan a ser discípulos de Carl Menger, siendo este último 11 años mayor que Wieser. A pesar de que ninguno de los dos fuera alumno directo, recibieron su influencia a través de la lectura de los Grundsätze (1871), obra que les encaminó finalmente hacia el estudio de la economía política. Los tres son considerados como la primera generación de la Escuela Austriaca.

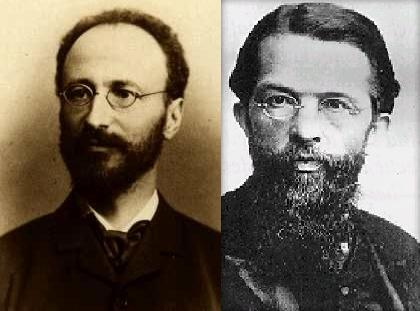
Las dos figuras influyentes en Wieser por excelencia: su maestro Carl Menger y su amigo y cuñado Eugen von Böhm-Bawerk.

Después de una calificación acertada en la habilitación postdoctoral en 1884 con Über den Ursprung und die Hauptgesetze des wirthschaftlichen Werthes (Sobre el origen y las leyes principales del valor económico), que sería preludio de su teoría del valor, fue designado en ese mismo año como profesor asociado en la universidad alemana de Praga donde sucedería en su cátedra a Carl Menger hasta 1903. Fue profesor de extraordinarios economistas como Ludwig von Mises, Joseph Alois Schumpeter y su más fiel discípulo, Friedrich August von Hayek.
En 1889 recibe la aprobación como ordentlicher Professor (catedrático titular) y publica su obra Der natürliche Wert (El valor natural), con la cual inicia el debate sobre el valor económico y de cuyo trabajo se extrae una de sus mayores aportaciones, su teoría del valor y su teoría de la imputación. Motivado por introducir sus innovaciones en la Escuela Austriaca, en 1891 publica Die österreichische Schule und die Wert Theorie (La Escuela Austriaca y la teoría del valor) y en 1892 Die Wert Theorie (La teoría del valor). Posteriormente colabora en la dogmática económica con trabajos como Die Wiederaufnahme der Barzahlungen in Österreich-Ungarn (Reanudación de pagos al contado en Austria-Hungría -1893-) y Die Theorie der städtischen Grundrente (Teoría de las rentas provenientes del suelo urbano -1909-), y como redactor en Palgrave para el Diccionario de economía política con los artículos Die österreichische Schule der Wirtschaft (La Escuela austriaca de Economía) y Böhm-Bawerk, ambos en 1884.
En 1903 von Wieser recibe un reconocimiento de la Universidad de Viena siendo profesor en la misma. Elabora una teoría monetaria inspirada en los estudios de Carl Menger que fue aplicada durante los años siguientes a los problemas de la teoría cuantitativa del dinero. En sus últimos 25 años se dedica a la sociología, la cual considera que ha de ir de la mano de la economía para capturar de modo más acertado la realidad social del hombre. En torno a esta materia logra dar una nueva visión de la política económica.

En 1911 vuelve a publicar un trabajo, Das Wesen und der Hauptinhalt der theoretischen Nationalökonomie (La naturaleza y el contenido principal de la economía nacional teórica), que será el previo a su otra gran aportación: la teoría del coste alternativo o de oportunidad, que se extrae de su estudio Theorie der gesellschaftlichen Wirtschaft («Teoría de la economía social») publicado en 1914, donde acuña el término de coste de oportunidad. Se le atribuye también la creación del término de utilidad marginal (Grenznutzen) debido en gran medida a la influencia de Léon Walras y Vilfredo Pareto, ambos de la Escuela de Lausana, lo que motivó que sus últimas obras no fueran consideradas por algunos eruditos como pertenecientes a la Escuela Austriaca. Incluso Ludwig von Mises, discípulo suyo, afirmó en sus Apuntes de Mises y recuerdos (1978) que Wieser había entendido mal la idea esencial del subjetivismo de la Escuela Austriaca y que era en realidad un miembro de la Escuela de Lausana. Pero en ambos trabajos también se presenta un claro individualismo metodológico y un rechazo del historicismo de la Escuela Alemana, por lo que en principio es frágil la base que justifique su exclusión de la Escuela Austríaca. En 1914 muere Eugen von Böhm-Bawerk, lo que supone un duro golpe para Wieser. 

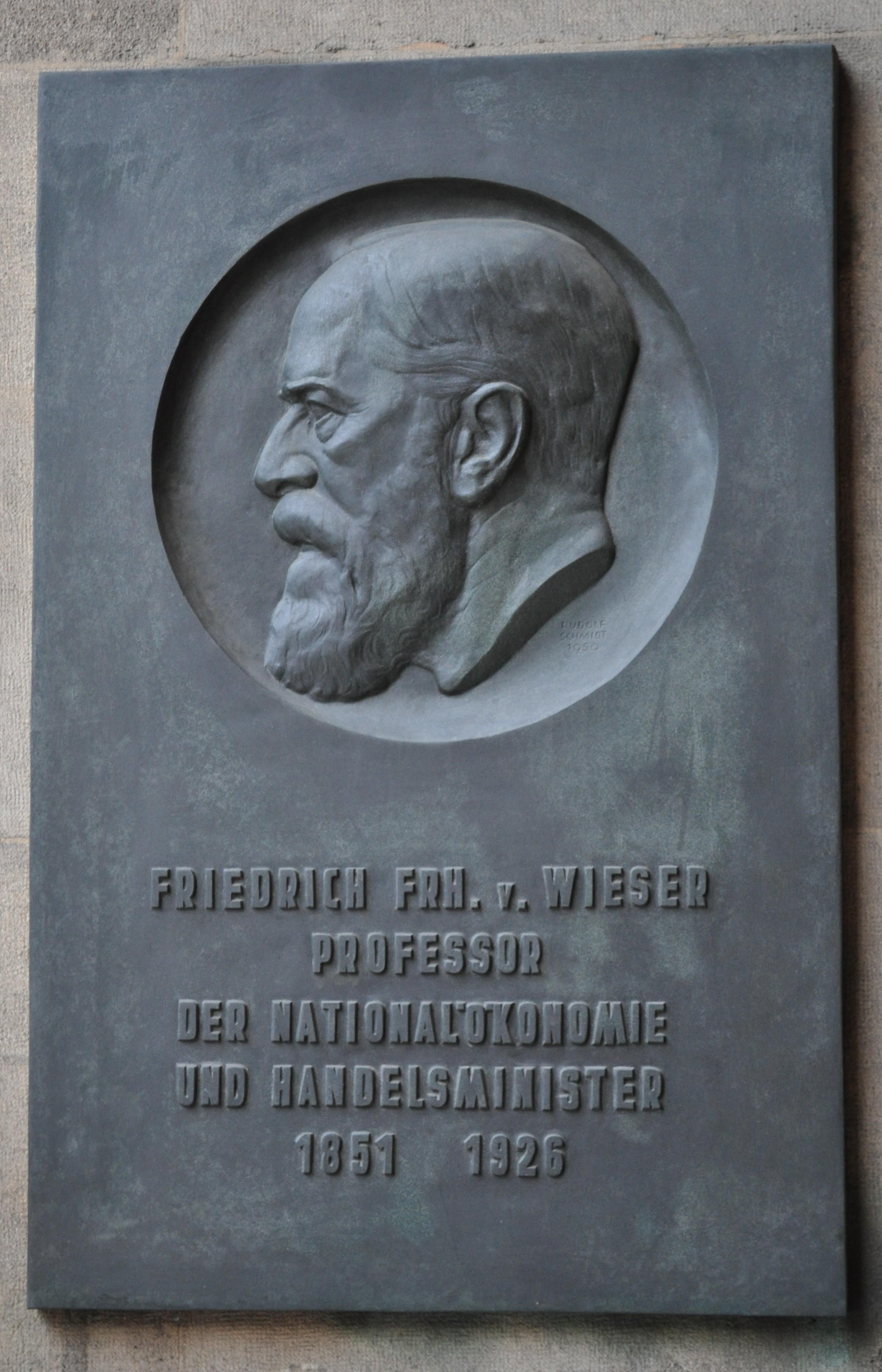
Placa recordatoria en la Universidad de Viena.

En 1917 es nombrado miembro del Herrenhaus (obteniendo el título de barón) y ministro de Comercio en el gabinete austríaco hasta el final de la Primera Guerra Mundial en 1918. Sin embargo, su actividad fue impedida por Richard Riedl, ministro de Energía y claro partidario del intervencionismo económico, siendo solamente las materias de importancia secundaria las que fueron dejadas a la jurisdicción de Wieser. Sus últimas obras son Das geschichtliche Werk der Gewalt (El trabajo histórico del poder estatal -1923-), Das Gesetz der Macht (La ley del poder -1926-), un impresionante estudio sociológico.
Wieser fue un maestro que enseñó a trabajar, no en que creer, como magníficamente lo resumió Wesley Mitchell, en la introducción a la segunda edición inglesa de Social Economics:
“Incitar en su Economía Social a sus lectores a un pensamiento independiente es, por supuesto, su gran mérito ... 
Ha sido Característico de Von Wieser como profesor, mostrar a los estudiantes cómo trabajar en lugar de lo que creer ... probablemente sus alumnos que hayan sido atraídos por un tipo diferente de teoría economía han aprovechado las enseñanzas de Wieser, al igual que aquellos que pueden ser llamados sus discípulos”[cita requerida]

Muere el 22 de julio de 1926 en Salzburgo, donde también se encuentra enterrado. Se publican dos obras póstumas con contenido hasta entonces inédito: Geld (Dinero -1927), que sintetiza su teoría monetaria y Gesammelte Abhandlungen (Ensayos Completos -1929). Con posterioridad se le dedica un libro como homenaje en el que colaboran prestigiosos economistas, entre otros Knut Wicksell, pero la obra es censurada durante la Segunda Guerra Mundial.

## Relevancia del personaje

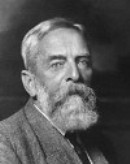
Acuñó los términos de utilidad marginal y coste de oportunidad.

Sus contribuciones más notorias son la teoría de la imputación extraída de su obra Der natürliche Wert (El valor natural - 1889); y la teoría de coste alternativo o de oportunidad extraída de su obra Theorie der gesellschaftlichen Wirtschaft (Teoría de la economía social - 1914) en la cual acuña el término de coste de oportunidad. Se le atribuye la distinción económica entre bienes públicos y los bienes privados que posteriormente utilizaría Friedrich August von Hayek, discípulo suyo, y la acuñación del concepto de utilidad marginal (Grenznutzen).
También acentuó la importancia del empresario (entrepreneur) al cambio económico, que él vio como siendo causado por "la intervención heroica de los hombres individuales que aparecen como líderes hacia nuevas orillas económicas". Esta idea de mando más tarde fue subida por Joseph Alois Schumpeter en su tratamiento de innovación económica.
La teoría del valor fue revolucionaria porque creó el debate sobre la cuestión del valor económico, introduciendo un cálculo objetivo en una teoría subjetiva. Fue una de las primeras soluciones matemáticas al problema de determinar los precios de los factores. Su teoría de la imputación enmendó los posibles errores de la teoría de su maestro Carl Menger y aún hoy en día se usa en microeconomía en el estudio de los consumidores para el cálculo de la sustitución discontinua de los factores.

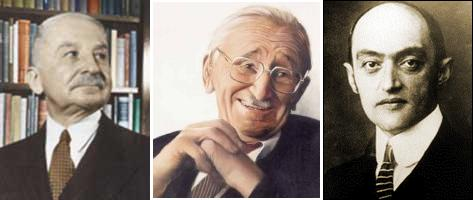
Sus tres mejores discípulos, Ludwig von Mises, Friedrich August von Hayek y Joseph Alois Schumpeter. En cada uno se puede observar la indiscutible influencia de Wieser.

Otra de las aportaciones fundamentales de Wieser a la economía es la teoría del coste alternativo, ahora llamada teoría de coste de oportunidad, que había sido ignorada por Alfred Marshall y los economistas británicos. Basándose en los estudios de Pareto, creó los conceptos de utilidad marginal y coste de oportunidad y mediante ellos dirigió la economía hacia el estudio del análisis de la escasez y la asignación de recursos escasos.
De esta manera Wieser perfeccionó la teoría de Carl Menger introduciendo una definición de coste, el coste de oportunidad, compatible con la teoría de la utilidad marginal.
También utilizó la teoría monetaria de Menger a partir de la cual ideó una teoría monetaria propia que presentaba un estudio sobre las posibles influencias en el valor monetario que pueden ejercer cambios en las relaciones entre la economía natural y la monetaria.
Pero lo más importante de toda su aportación es que, gracias a su introducción en la sociología, combina la teoría austríaca de la utilidad con una teoría evolutiva de las instituciones proponiendo soluciones a la paradoja entre la propiedad privada y la maximización de la utilidad. Wieser subrayó que los modelos idealizados clásicos y neoclásicos descuidan conceptos fundamentales tales como la posibilidad de aparición de monopolios y la existencia de economías de escala Wieser descarta que modelos ideales muy refinados por sí solos, puedan tener un valor para la política económica, desarrollando por lo tanto una solución de segundo óptimo. Entonces entra en juego el concepto de «economía socia»l (Gesellschaftliche Wirtschaft) que elaboró genialmente en su tratado Theorie der gesellschaftlichen Wirtschaft («Teoría de la economía social»), tomándolo como prueba patrón normativa para evaluar la eficacia del intervencionismo en ciertos casos.[cita requerida]

## Teorías económicas

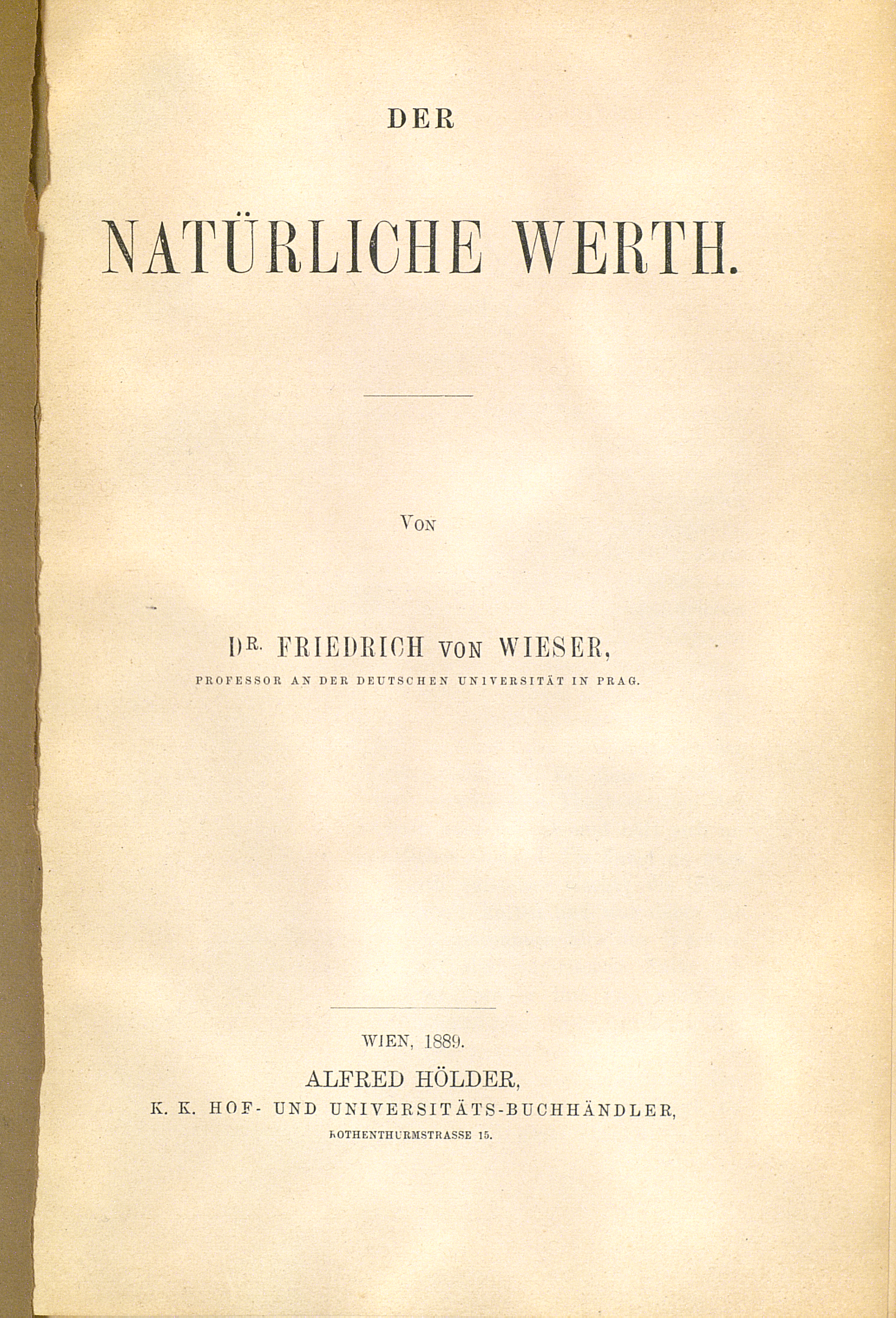
Naturliche Werth, 1889

De su obra Der natürliche Wert («El valor natural»), publicada en Viena en 1889 se extraen dos de las tres teorías más relevantes de Wieser, la teoría del valor y la teoría de la imputación, aunque realmente vieron la luz en otros estudios previos. También fue determinante su contribución conocida como la teoría del coste alternativo o de oportunidad publicada en 1914 en Theorie der gesellschaftlichen Wirtschaft («Teoría de la economía social»). Por último también cabe hacer mención a su teoría monetaria.

### Teoría del valor
La teoría del valor de Friedrich von Wieser trata de establecer un modo de calcular el valor económico y afirma que los factores de la producción tienen un valor debido a la utilidad que ellos han conferido al producto final, es decir, utilidad marginal, a diferencia de la teoría mantenida por su maestro, Carl Menger, quien afirmaba que el valor de los factores es el valor del último que contribuyó al producto final. Se extrae, junto con su teoría de la imputación, de su obra "Der natürliche Wert" (El valor natural), publicada en Viena en 1889, aunque el estudio comienza en su estudio postdoctoral Über den Ursprung und die Hauptgesetze des wirthschaftlichen Werthes («Sobre el origen y las leyes principales del valor económico») de 1884.
Wieser afirma que el valor natural (der natürliche Wert) es un fenómeno neutral, independiente del régimen económico. Su idea de valor natural tiende a poner de relieve cómo el valor de los bienes está continuamente dependiendo de la distribución de la renta entre las diversas clases sociales, de modo que, en presencia de una situación distante a la equidistribución, bienes o servicios dotados de escasa utilidad social pueden tener un gran valor, y viceversa. 
La economía se ocupa de un proceso social y por lo tanto debe basarse en un concepto de economía social (Gesellschaftliche Wirtschaft) lo cual implica ciertas actuaciones institucionales. En la primera parte de su tratado Theorie der gesellschaftlichen Wirtschaft («Teoría de la economía social»), con el mismo título, explica cuidadosamente su visión del equilibrio general de la economía. Realizando suposiciones idealizadas de esta economía Wieser procura definir con precisión meridiana las condiciones en las cuales los recursos serían asignados para asegurar la mayor utilidad posible. La economía social por lo tanto debía servir como la prueba patrón normativa para evaluar la eficacia de la actuación administrativa en la economía de mercado.

La mayor parte de los teóricos, sobre todo los de la escuela clásica, han hecho tácitamente la misma abstracción. En particular, las opiniones que consideran el precio como un juicio social de valor [...] muchos teóricos han escrito la teoría del valor propia del comunismo sin saberlo.
 Friedrich Von Wieser, Der natürliche Wert («El valor natural»), 1914.

Dicha afirmación se basa en que para Wieser el valor natural es el que existiría en un estado «comunista» perfecto, debido a la ausencia de desigualdades de riqueza y de errores. En este, el valor tendría que ser resultante solo de la cantidad disponible y las utilidades. Pero, tal y como él mismo afirma, en el mundo real el valor natural no es más que un elemento en la formación del precio. Los otros factores que influyen allí son la distribución del poder adquisitivo, los errores, los fraudes y las coacciones.
Y es que su idea de valor natural, que tiende a poner de relieve cómo el valor económico de los bienes, está continuamente dependiendo de la distribución de la renta entre las diversas clases sociales, de modo que, en presencia de una situación distante de la equidistribución, bienes o servicios dotados de escasa utilidad social pueden tener un gran valor, y viceversa. Por lo tanto, Wieser enuncia sus supuestos explícitamente considerando los casos en que el valor de cambio (precio) difiere del valor real (utilidad marginal):
- Antinomia del valor, el monopolio: Admite que la competencia puede llevar al valor de cambio a la rama descendente. No justifica una economía socialista, pero sí intervenciones seleccionadas.

- Disparidad del poder adquisitivo de los demandantes: Así, se produce en exceso aquellos bienes destinados a satisfacer necesidades de personas con alta capacidad de pago, y muy pocos bienes destinados a satisfacer las necesidades de las personas de escasos recursos.

En vez de las cosas que tendrían mayor utilidad, se producen las cosas que se pagan mejor. Cuanto mayores son las diferencias en la riqueza, más llamativas son las anomalías de la producción. Se provee de lujos al caprichoso y al glotón, mientras que se es sordo para las necesidades del miserable y del pobre. Es por tanto la distribución de la riqueza la que decide qué es lo que se va a producir, e induce al consumo de tipo más anti-económico: un consumo que despilfarra en el disfrute innecesario y culpable lo que podría haber servido para sanar las heridas de la pobreza.
 Friedrich Von Wieser, Der natürliche Wert (El valor natural), 1914.

Algunos economistas de la Escuela Austriaca mantuvieron que el valor de los factores no es la contribución individual de cada uno de ellos en el producto final; sino que su valor es el valor del último que contribuyó al producto final (la utilidad marginal antes de alcanzar el punto óptimo de Pareto). Otra visión también mantenida por la escuela clásica de Adam Smith es la teoría del valor-trabajo.

#### Utilidad práctica
- Acuña por primera vez el término de utilidad marginal y otorga forma al concepto.[6]

- Fue revolucionaria porque aportó una nueva visión en el debate sobre la cuestión del valor económico.

- Establece supuestos de intervención explícitamente considerando los casos en que el valor de cambio (precio) difiere del valor real (utilidad marginal).[12]

- Trata de dar una solución a la paradoja de la propiedad privada y la maximización de la utilidad.[12]

- Esta teoría sigue teniendo vigencia hoy en día, sobre todo en el campo del estudio de los consumidores en Microeconomía.

### Teoría de la imputación
Wieser basó su teoría la imputación en el postulado de que los factores se combinan en proporciones fijas en cada industria, pero en proporciones diferentes en industrias diferentes. Fue una de las primeras soluciones matemáticas al problema de determinar los precios de los factores.
Hasta entonces algunos economistas como Carl Menger y la Escuela Austriaca mantuvieron que el valor de los factores no es la contribución individual de cada uno de ellos en el producto final; sino que su valor es el valor del último que contribuyó al producto final (la utilidad marginal antes de alcanzar el punto óptimo de Pareto). Así, Wieser encuentra una falla en la teoría de la imputación de su maestro Carl Menger: puede incurrir en la sobrevaloración si nos encontramos ante economías que presenten saltos en sus utilidades (máximos y mínimos en su función de utilidad, siendo su segunda derivada igual a 0). De esta forma Wieser sugiere como alternativa la solución simultánea de un sistema de ecuaciones industriales. 
- Industria 1: X + Y = 300
- Industria 2: 6X + Z = 900
- Industria 3: 4Y + 3Z = 1700 ⇒ X = 100; Y = 200; Z = 300.

Dado que un factor se utiliza en la producción de una serie de bienes de primer orden, su valor se determinará por el bien que vale menos de entre los bienes que produce. Este valor se determina en el margen, por la utilidad marginal de la última unidad del bien menos valioso que produce el factor. En relación con su teoría del coste alternativo o de oportunidad el valor así deducido representa un coste de oportunidad en todas las industrias y los valores de los factores y de los productos quedan determinados en todo el sistema. De esta forma no desarrolla los determinantes de la oferta y la demanda sino que el determinante del valor es la utilidad marginal.

#### Utilidad práctica
Pueden considerarse aplicaciones de la teoría de la imputación de Wieser:
- La programación lineal, que se ocupa del caso de la sustitución discontinua de los factores. Este enfoque consiste esencialmente en la aplicación de la teoría de la imputación de Wieser a una sola empresa. El problema de la empresa es maximizar su producto total sujeto a un conjunto de restricciones lineales.[12]

- Albert Aftalion la utilizó como argumento contra el Socialismo en su trabajo Les Fondements du Socialisme: Étude critique (Las bases del Socialismo: Estudio crítico -1923-).[14] En dicha obra expone que los precios proporcionan información clave sobre las condiciones del mercado y eran necesarios para cualquier tipo de actividad económica. Un sistema socialista que pretendiera ser eficiente tendría que utilizar algún sistema de precios para operar.

### Teoría del coste alternativo o de oportunidad

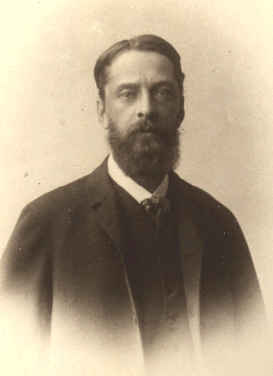
Weiser elaboró la teoría de la imputación, la teoría del coste alternativo o de oportunidad y su teoría monetaria.

Teoría de enorme relevancia que se extrae de su Theorie der gesellschaftlichen Wirtschaft (Teoría de la Economía Social) publicado en 1914, aunque se observaban ya indicios desde su obra Das Wesen und der Hauptinhalt der theoretischen Nationalökonomie (La Naturaleza y el Contenido Principal de la Economía Teórica Nacional) publicada en 1911. Wieser acuña el término de coste de oportunidad y realiza un estudio detallado sobre la materia.
El coste de oportunidad se asocia a una famosa controversia de principios del siglo XX, donde los economistas ingleses discípulos de Marshall se oponían a los economistas continentales de la Escuela Austriaca, a la cabeza de los cuales se encontraba Friedrich von Wieser con su teoría del coste alternativo o de oportunidad. El debate se centraba en los siguientes puntos:
- Para los ingleses, el coste era un concepto técnico, el gasto necesario para producir algo.
- Para los austríacos, el coste era resultado de la demanda, puesto que esta fijaría el nivel de producción, dependiendo de la disposición de los compradores a pagar ese coste. La demanda, dependiente de la acción de los compradores, sería la utilidad, no la técnica que dota de coste a las cosas. En este contexto, el concepto de coste de oportunidad austríaco pretende arruinar el concepto tecnológico de coste de los ingleses. El coste de oportunidad sería a qué renuncia el comprador, en términos de disposición, aceptando pagar el coste de la opción elegida.

En la controversia se expusieron más argumentos, pero los conceptos principales son los ya expuestos. Lo más destacable del concepto, es que el coste de oportunidad solo tendría sentido si la oportunidad fuera fija o limitada en el razonamiento. Es decir, si existe un conflicto en la realización de múltiples inversiones o acciones, de forma simultánea o consecutiva, que no sean realizables sin tener que elegir entre todas ellas como alternativas.
Así, si una persona posee varias opciones se puede calcular el coste de oportunidad de elegir una. Pero ¿podemos calcular un coste de oportunidad universal, que comprenda todas las opciones?. La opinión más extendida era que el coste de oportunidad no podría encontrar aplicación más allá de unos recursos limitados. Esto condujo a algunos economistas a limitar el objeto de la economía a situaciones de recursos "excepcionales" (todavía presentes en todos los manuales de economía). Ya que se desconocen las consecuencias que podría deparar una ciencia económica, que no tuviera unos límites fijados, fuera del sistema económico, en cuanto a disponibilidad de los bienes.

#### Utilidad práctica
- Acuñó el término de coste de oportunidad[16]

- Dio forma a esta teoría que sería el comienzo de la distinción entre el coste contable ("el coste de obtención") y el coste económico ("el coste de obtención" + el "coste de oportunidad de no poder obtener otra alternativa").

### Teoría monetaria de Wieser
Wieser también elaboró una teoría monetaria. Ésta estaba inspirada en los estudios de Carl Menger, en concreto en un trabajo sobre moneda en el cual expone tanto la evolución histórica del dinero como una teoría del valor de éste. Wieser utilizó la teoría de la utilidad marginal para elaborar una teoría monetaria. En principio fue rechazada e incluso algunos autores trataron de demostrar que el marginalismo fallaba necesariamente cuando se trataba de edificar tal teoría sobre sus bases. Sin embargo, su discípulo Ludwig von Mises estudió dicha teoría y le dio forma creando todo un complejo que elaboraba el concepto alemán de Geld (dinero).
Además realizaba un estudio sobre la influencia que ejerce sobre el valor de la moneda un cambio en las relaciones entre economía natural y economía monetaria. 

#### Utilidad práctica
- Fue aplicada durante los años siguientes a los problemas de la teoría cuantitativa del dinero.

- Aporta una nueva teoría monetaria dentro de la corriente austriaca y realiza un estudio útil y específico sobre un tipo de posibles influencias en el valor monetario.

- Promueve las bases del posterior y relevante estudio de su discípulo, Ludwig von Mises, en torno a la teoría monetaria.

## Pensamiento económico de los austriacos
Para entender un poco más a Friedrich y sus teorías es necesario comprender cómo pensaban también otros austriacos. Si bien es contrario al pensamiento de esta escuela hablar del pensamiento de “los austriacos”, ya que la forma de argumentar de cada uno de ellos no es homogénea, resultará muy útil comprender cómo formulaban ideas y qué cosas distinguen a estos economistas de los demás, ya que las conclusiones a que llegan individualmente son muy semejantes. 
Hay ciertas características fundamentales de la escuela austriaca que le dan su rasgo distintivo respecto de lo que puede llamarse la teoría económica prevaleciente; véase, por ejemplo, la revolución austríaca en el tema del valor, que fue más profunda que las de Cambridge y Lausanna.
Los economistas clásicos sostenían que el valor de cambio estaba determinado por el costo de producción. Ni Jevons ni Alfred Marshall ni Léon Walras lograron abandonar completamente esta teoría.[cita requerida] En realidad, las ideas de Marshall y Walras implicaron un retroceso respecto de Jevons. Se ve claramente que ambos usan la teoría de la utilidad marginal para complementar y no para refutar la teoría del costo de producción. Para ellos es tanto un error pensar que solo el costo de producción determina el valor de cambio como que solo lo determina la valoración subjetiva. Son los dos elementos los que entran en juego.
Las conclusiones de los austriacos fueron diferentes. Para ellos la teoría de la utilidad marginal no era el complemento que faltaba a los economistas clásicos. A partir de la teoría de la utilidad marginal los austriacos llegaron a la conclusión de que no son los costos los que determinan los precios (valor de cambio), sino que, por el contrario, son los precios de los bienes finales los que determinan los precios de los bienes de producción, o sea los costos. Si bien en el largo plazo precios y costos tienden a igualarse, para los austriacos la dirección causal es opuesta a la sostenida por los clásicos.
Ningún empresario puede pagar por los factores de producción un precio superior al que los consumidores están dispuestos a pagar por el bien final.  Los precios de los bienes de producción se determinan por la puja de la demanda para utilizarlos en la producción de bienes finales alternativos. Los costos no son una de las variables que determinan el precio del bien final; la determinación de ese precio es independiente de los costos. Los costos son el resultado de la existencia de precios esperados.
Carl Menger lo explicaba de la siguiente manera:
“[...] si un diamante fue encontrado accidentalmente o si se lo obtuvo de una mina de diamantes con el empleo de mil días de trabajo es completamente irrelevante para su valor. En general, nadie, en su vida cotidiana, pregunta por la historia del origen de un bien para estimar su valor, sino que toma en cuenta solamente el servicio que el bien le brindará y al que tendría que renunciar si no tuviese el bien a su disposición.[cita requerida]

El punto de vista de Cambridge y Lausanna es el que ha predominado hasta nuestros días, mientras que para a la tradición Cambridge-Lausanne el valor en cambio se determina por la interacción de utilidad marginal y costos, para los austriacos interviene solo la primera y los costos son la consecuencia de los precios de los bienes finales. Esta diferencia ha llevado a los austriacos hacia un enfoque distinto de la teoría económica.

## Sociología de Wieser: la economía social (Gesellschaftliche Wirtschaft)
En sus últimos años, Wieser incursionó al estudio de la sociología y esto se tradujo en su obra Theorie der gesellschaftlichen Wirtschaft («Teoría de la economía social» -1914-), de la que se extrae su teoría del coste alternativo o de oportunidad y en Das Gesetz der Macht («La ley del poder» -1926-), que fue su última publicación, un gran estudio sociológico del cual podemos recalcar las siguientes conclusiones.
Wieser trató de explicar las relaciones y fuerzas sociales a través de un estudio de la Historia y llegó a la conclusión de que las fuerzas económicas tomaban un papel predominante en la evolución social. A pesar de su interés por objetivos colectivos, como el bienestar económico, Wieser adoptó un planteamiento individualista, rechazando explícitamente la estructura colectiva, aproximándose al liberalismo, y estableciendo la diferencia esencial entre la economía social en general y la economía socialista.
La economía social (en alemán original Gesellschaftliche Wirtschaft) trata de un sujeto ideal económicamente, la humanidad como una unidad, y la contrasta con la naturaleza, de modo que las cuestiones en las que están en desacuerdo los intereses económicos y la justicia económica, serían tan irrelevantes como «lo serían a la economía de Robinson Crusoe».

La economía social está dirigida por una sola mente. Esto contesta su objetivo de una manera intachable porque es una mente sistemática y la dirige indiscutiblemente. Este director prevé finales, los sopesa sin el error o la pasión, y mantiene una disciplina que asegura que todas las directrices son ejecutadas con precisión y habilidad extremas, y sin pérdida de energía. Más aún, asumiremos que todas las fuerzas precisas individuales son colocadas en la disposición de esta dirección social alegremente, como si se hubieran alistado en su interés individual.
Friedrich von Wieser, Theorie der gesellschaftlichen Wirtschaft («Teoría de la economía social»), 1914.

Para Wieser, el individuo es la raíz de todas las decisiones. Las decisiones se toman frente a determinadas restricciones. Las instituciones son las que definen las restricciones que afectan las decisiones individuales. El reflejo de estas conclusiones en la economía política se observa en acciones como:
- La regulación de las empresas imperfectamente competitivas siempre que existan beneficios de capital que se estén perdiendo.

- La imposición progresiva basada en la utilidad marginal decreciente: El Estado no debía intentar la compensación de todas las desigualdades de renta y propiedad por medio de una imposición progresiva, sino que la imposición progresiva debe desarrollarse dentro de la doctrina de la utilidad marginal decreciente, es decir, cada nueva imposición suma una cierta "cantidad" de utilidad cada vez menor. Así, un impuesto progresivo desmesurado, por ejemplo sobre la riqueza, violaría el espíritu privado de la economía social de Wieser.

- El deber del Estado como productor de bienes públicos (creando la diferenciación entre bienes públicos y bienes privados que en un futuro recogería su discípulo Friedrich August von Hayek[7]).

- La actuación de los sindicatos equilibrando socialmente el poder beneficiando, frente a las empresas, a los obreros, los cuales solo pueden aspirar a obtener su productividad marginal.

Estas condiciones en las cuales los recursos serían asignados para asegurar la mayor utilidad las describe a partir de su concepto de economía ideal al que denomina economía social en la primera parte de su tratado Theorie der gesellschaftlichen Wirtschaft («Teoría de la economía social»). Con este concepto realiza suposiciones idealizadas sirviéndose de él como la prueba patrón normativa para evaluar la eficacia de la actuación administritativa en la economía de mercado.
Entonces la economía social de Wieser es, en efecto, una economía comunista en la cual, lográndose la mayor productividad, los recursos escasos son asignados por un planificador omnipresente y benévolo, que posee la perspicacia directa y exacta a la hora de conocer las intensidades de las satisfacciones experimentadas y las necesidades por los miembros individuales de sociedad, en la cual todos poseen exactamente los mismos gustos y las mismas escalas de utilidad y reciben los mismos ingresos. Además, sus direcciones son seguidas sin duda por una mano de obra totalmente dócil.

## Obras y publicaciones
- Über den Ursprung und die Hauptgesetze des Wirthschaftlichen Werthes (Sobre el origen y las leyes principales del valor económico), 1884.
- Der natürliche Wert (El valor natural), 1889 (De ella se extrae su teoría de la imputación).
- Die österreichische Schule und die Werth Theorie (La Escuela austriaca y la teoría del valor), 1891.
- Die Wert Theorie (La teoría del valor), 1892.
- Die Wiederaufnahme der Barzahlungen in Österreich-Ungarn (Reanudación de pagos al contado en Austria-Hungría), 1893.
- Die österreichische Schule der Wirtschaft (La Escuela austriaca de economía) y Böhm-Bawerk, 1894, en Palgrave, como redactor para el Diccionario de economía política.
- Die Theorie der städtischen Grundrente (Teoría de las rentas provenientes de suelo urbano), 1909.
- Das wesen und der Hauptinhalt der theoretischen Nationalökonomie (La naturaleza y el contenido principal de la economía teórica nacional), 1911.
- Theorie der gesellschaftlichen Wirtschaft (Teoría de la economía social), 1914 (de la que se extrae su teoría del coste alternativo o de oportunidad).
- Das geschichtliche Werk der Gewalt (El trabajo histórico del poder estatal), 1923.
- Das Gesetz der Macht (La ley del poder), 1926.

### Póstumas
- Geld (Dinero), 1927 (sintetiza su teoría monetaria).
- Gesammelte Abhandlungen (1929) (publicado por su discípulo Friedrich August von Hayek).

### Artículos
- Wieser, F. (marzo de 1891). «The Austrian School and the Theory of Value». The Economic Journal (en inglés) 1 (1): 108-121. doi:10.2307/2955844. Consultado el 15 de mayo de 2012.